# Мороз, Виктор (футболист)
Виктор Мороз (латыш. Viktors Morozs; род. 30 июля 1980, Вангажи) — латвийский футболист, полузащитник; тренер.

## Клубная карьера
Мороз начал свою карьеру в клубе «Валмиера». С 2001 по 2008 год он сыграл в 122 матчах за столичный клуб «Сконто» и забил 15 голов. 3 августа 2008 года Виктор подписал контракт на два года с болгарским чемпионом софийским ЦСКА. Летом 2010 года он был освобождён из команды и после двух месяцев пребывания в статусе свободного агента подписал контракт на один год с «Атромитосом» (Героскипу), который играет во Втором дивизионе Кипра. В 2011 году Мороз перешёл в другой кипрский клуб — ПАЕЕК. Перед началом сезона 2012 он вернулся в Латвию, перейдя в юрмальский «Спартак». В течение двух сезонов был капитаном команды, сыграл 37 матчей и забил 5 голов. В июле 2013 года он был освобождён. В августе 2013 года Мороз перешёл в белорусский клуб «Нафтан». В марте 2014 года латвийский клуб «Сконто» объявил о подписании Мороза.

## Карьера за сборную
Дебют за сборную Латвии состоялся 6 июля 2002 года в товарищеском матче против Азербайджана (0:0). Провёл за сборную 24 матча.

## Достижения
- Чемпион Латвии: 2000, 2001, 2002, 2003, 2004
- Обладатель Кубка Латвии: 2000, 2001, 2002